# Argentinas Grand Prix 1958
Argentinas Grand Prix 1958 var det första av elva lopp ingående i formel 1-VM 1958.

## Resultat
1. Stirling Moss, R R C Walker (Cooper-Climax), 8 poäng
2. Luigi Musso, Ferrari, 6
3. Mike Hawthorn, Ferrari, 4
4. Juan Manuel Fangio, Scuderia Sud Americana (Maserati), 3+1
5. Jean Behra, Ken Kavanagh (Maserati), 2
6. Harry Schell, Jo Bonnier (Maserati)
7. Carlos Menditéguy , Scuderia Sud Americana (Maserati)
8. Paco Godia, Francisco Godia-Sales (Maserati)
9. Horace Gould, Gould's Garage (Maserati)

### Förare som bröt loppet
- Peter Collins, Ferrari (0, bakaxel)